# Stazione di Europa
Stazione di Europa vasúti megállóhely Olaszországban, Bari településen.

## Vasútvonalak
Az állomást az alábbi vasútvonalak érintik:
- Servizio ferroviario metropolitano di Bari

## Kapcsolódó állomások
A vasútállomáshoz az alábbi állomások vannak a legközelebb:
- Stazione di Aeroporto
- Stazione di Fesca-San Girolamo